# Pajtás (hetilap)
A Pajtás képes gyermekújság, amelyet először a Dolgozó Ifjúság Szövetsége, Úttörő Mozgalom (1946-1952), majd a Dolgozó Ifjúság Szövetsége, Központi Vezetőség (1952-1956) végül a Magyar Úttörők Szövetsége (1957-1989) adott ki.
Első felelős szerkesztője László Gyula volt.
Kezdetben kéthetenként (1946-1950) majd hetenként (1950-1989) jelent meg. A Szikra Lapnyomda készítette.

## Története
A nemzetközi úttörőmozgalmat hazánkban ez a lap képviselte. A gyermeklap részben az oktatás, részben a baloldali mozgalom céljait szolgálta. A Pajtásban nagy szerepet kapott a nemzeti érzés ápolása is, de nem csak szimbólumokhoz kötve, hanem cselekvő részvételt jelentő szervezeti formákhoz kapcsolódva: természetjárással, honismerettel, hagyományőrzéssel egybekötve. Az újság 1946-tól játszott jelentős szerepet, elsősorban a gyermekek ideológiai nevelésében.
A Pajtás első száma 1946. december 20-án jelent meg nyolc oldalon, tízezer példányban. 1947-ben a második szám már a második évfolyamnak számított.
1964-től jobb minőségű papírra, mélynyomással készült a lap, és ez a szerkesztésben is változásokat hozott. Rakó József lett a főszerkesztő.
A lap 1989. december 7-én megszűnt.

### Képregények

#### A kezdetek
Rendszeresen közölt képsorozatokat. A rajzokat Krikovszky Gizi, és Gábor Éva készítették. 1950 és 1954 között nem publikált képtörténeteket a lap. 1955-től azonban Zórád Ernő Gergely Márta javaslatára kezd képregényeket készíteni.
1957-től forgatókönyvírók: Cs. Horváth Tibor, László Gyula, Füleki János, Halász Gyula, Dobicz János, Faragó György, Teknős Péter, Verrasztó Gyula, Hunyadi József, Szigeti Piroska, és Sebők Ferenc.
A rajzokat Zórád Ernő, Endrődi István, Faragó György, Vadász György, Dargay Attila, és Friedrich Gábor készítették. Néhány klasszikus irodalmi művön kívül Winnetou, Robin Hood, Jelky András kalandjai, Puskák és galambok az úttörő mozgalomhoz kapcsolódó képtörténeteket közöltek: A fergeteg őrs, Nyomoz az őrs, Az úttörő becsületért, vagy a Kőrösparti gyerekek.
1964-től a folytatásos képregény továbbra is a hátlapon jelent meg. Átvettek a szocialista országok testvérlapjaiból is képregényeket, mint például a Tytusz, Romek, Atomek figurákat.
Csergezán Pál képregényei a Maci Laci, a Foxi Maxi és más rajzfilmfigurák után a Rárós kalandok voltak.
1965-től Pif és társai címmel megjelent az első képregény a francia Vaillant-ból. Pif, Pifou, az állandó bajkeverő Herkules, a macska, és több más népszerű francia képregényhős, állandó vendégei lettek a Pajtásnak.
1966-ban jelent meg Jacques Flach, a következő év februárjában Naszredin Hodzsa, majd júliusban Bob Malard kalandjairól szóló képregények.

#### Kajla
Alaksza Tamás javaslatára, a főszerkesztő Dargay Attilát, a rajzfilmrendezőt kérte fel egy emblematikus magyar figura megtervezésére. 1967. április 20-án jelent meg az első három képkockából álló rajzsor, Kajla és az őrsi ki-mit-tud címmel. Ettől kezdve három, négy éven keresztül keresték a kis úttörő kutya karakterét, tulajdonságait, míg végül valóban a Pajtás jelképe lett. Néhány év alatt az egyetlen magyar képregényhőssé vált, amely valóban népszerű volt a tíz-tizennégy évesek körében. Kajlát képregényfigurának találta ki Dargay Attila, a történeteket pedig Alaksza Tamás, majd Szigeti Piroska írták. Az úttörőmozgalom, és ezzel együtt a szocializmus jelképe volt, akinek minden története a mozgalom körül zajlott. A legtöbb alkalommal úttörő rendezvényeken keveredett kalandokba, és több alkalommal a többi szocialista ország hasonló főszereplőit is vendégül látta. Csak a nyolcvanas évekre „lazult” ez az elkötelezettség, amikor már a Pajtás önálló mellékleteinek névadója lett, mint például Kajla magazin, és a szórakoztatás vált feladatává.

#### A fénykor
1967-től híres képregények jelentek meg a Pajtásban: Zórád Ernő ezekben az években rajzolta Hunyadi József forgatókönyve alapján előbb a Fekete lovag, később Mark Twain Az indiánok földjén c. történetét. A tudományos-fantasztikus történetek közül Kuczka Péter A vasfejű, és Alaksza Tamás Az Orion 8. kalandjai érdemel figyelmet. 1970-ben jelent meg az Erich Kästner regénye alapján készült Emil és a detektívek.
1972-től Sebők Imre, Endrődi István, majd Korcsmáros Pál rajzainak közlésébe kezdtek. Ebben az évben jelent meg Fazekas Attila első képregénye, Az ujvári kaland. Két év múlva a Fekete ablakok c. történetével még megjelent, de Cs. Horváth Tiborral kialakított együttműködése más lapokhoz kötötték.

#### A végjáték
Megszűnt a Pajtás tudatos képregény koncepciója, amely az irodalmi műveken alapuló történelmi, ismeretterjesztő, és tudományos fantasztikus történetekre épült, megfelelő írói csoporttal a háttérben. Új rajzolókat kerestek, nem túl nagy sikerrel. Donáczi Tibor, Görög Júlia, és Szitás György munkáit közölték, de ezek messze elmaradtak a Pajtás hagyományaitól. A válság jelei voltak ezek, amelynek következtében 1978-ra eljutottak arra a pontra, hogy már nem kerestek új rajzolókat, hanem kizárólag a francia Vaillant-ból (Pif) vettek át képregényeket. Ez volt a legegyszerűbb és a legolcsóbb megoldás. Megjelent Rahan, a tűzhajú (Francia Tarzan), Fekete Farkas az indián, és természetesen Dr. Justice. A nyolcvanas évek végén a Fülesben megjelent képregények újraközlésével próbálkoztak.

## Munkatársak 1988-ban
- Horváth Mihály - főszerkesztő
- Dr. Major Árvácska - főszerkesztő-helyettes
- Cser Gábor - olvasószerkesztő
- Czifferszky Béla - tervezőszerkesztő
- Forrai János - tervezőszerkesztő
- Faragó György - főmunkatárs
- Józsa Teréz - főmunkatárs
- Nádasdi Tibor - szerkesztőségvezető, újságíró
- Tóth András - szerkesztőségvezető, fotóriporter
- Magyar Katalin - újságíró (kultúra)
- Sinkovics Ferenc - újságíró (pop, rejtvény)
- Tarpai S. Anikó - újságíró (gyermekélet)
- T. Puskás Ildikó - újságíró (gyermekvédelem, irodalom)
- Görög Júlia - grafikus
- Karasz Lajos - fotóriporter
- Szalay Béla - fotóriporter
- Wagner Margit - fotóriporter
- Rohrmann Katalin - korrektor
- Trencsényi Zoltán - levelező
- Batiz Zsuzsa - titkárságvezető